# Кратил (Платон)
«Кратил» (др.-греч. Κρατύλος) — сократический диалог Платона, в котором рассматривается проблема о том, могут ли имена служить познанию вещей. В диалоге «Кратил» принимают участие три собеседника: Сократ, Гермоген и Кратил.

## Место, время и обстоятельства
Действие диалога происходит в Афинах. Гермоген приглашает своего учителя Сократа, который проходил рядом, присоединиться к философскому диспуту, посвящённому правильности имён, с Кратилом. Таким образом участниками беседы являются три философа — Сократ, Гермоген и Кратил. В диалоге отсутствуют указания на исторические события, которые бы позволили его чётко датировать. Сократ говорит: «А люди эти — софисты, на которых и брат твой, Каллий, извёл много денег и слывёт теперь мудрецом. Но поскольку ты не располагаешь отцовским имуществом, тебе остаётся упрашивать и уговаривать брата научить тебя правильному взгляду на эти вещи, который он перенял у Протагора». В научной литературе существуют по меньшей мере две интерпретации фрагмента. Профессор Д. Нейлз считает, что он свидетельствует о том, что отец Гермогена Гиппоник жив. Один из богатейших граждан Афин Гиппоник умер в 422/421 году до н. э. Автор монографии о диалоге «Кратил» Ф. Адемолло подчёркивает, что наследство Гиппоника полностью отошло к брату Гермогена Каллия. Сам же Гермоген не получил ничего. Соответственно фрагмент следует понимать как указание Сократа на этот факт, и, соответственно, датировать действие диалога периодом после смерти Гиппоника.
Кратил и Гермоген на момент беседы являются молодыми людьми. Сократ же подчёркивает свой пожилой возраст. Исходя из дат рождения Сократа (469 год до н. э.) и Кратила с Гермогеном (440-е годы до н. э.) Д. Нейлз считает, что диалог происходит около 422 до н. э.
«Кратила» относят к «средним» диалогам Платона, которые он написал после возвращения в Афины из первого путешествия на Сицилию (389—387/386 годы до н. э.).

## Композиция диалога
- Вступление (383—384e)
- I. Критика теории условного происхождения имён, то есть субъективизма в учении о языке (385—391a)
- II. Вопрос о правильности имён (391b—427c)
- III. Критика релятивизма в учении об именах (428e—438f)
- IV. Заключение. Гносеологические выводы из предложенной выше теории имён (438e—440e)

## Влияние и оценки
В «Кратиле» Сократ передаёт основное положение философии Гераклита: «говорит где-то: „всё движется и ничто не остаётся на месте“, а ещё, уподобляя всё сущее течению реки, он говорит, что „дважды тебе не войти в одну и ту же реку“». Впоследствии обе части утверждения соединили в один фразеологизм «Всё течёт, всё меняется», либо «Всё течёт» (др.-греч. πάντα ρεῖ), которых нет ни в одном из приписываемых Гераклиту сохранившихся фрагментов.

## Переводчики на русский язык
- Карпов В. Н. (1879)
- Доватур А. И. (1936, отрывки)
- Васильева Т. В. (1968)